# Hegeberg (Schwalefeld)
Der Hegeberg ist ein 654 m ü. NHN hoher Berg des Rothaargebirges. Er liegt bei Schwalefeld in der Gemeinde Willingen im nordhessischen Landkreis Waldeck-Frankenberg. Auf dem Südhang befindet sich die Ruine Schwalenburg.

## Geographie

### Lage
Der Hegeberg erhebt sich im Upland, dem Nordostausläufer des Rothaargebirges, im Naturpark Diemelsee. Sein Gipfel liegt 1,6 km nördlich von Schwalefeld und 1,8 km nordwestlich von Rattlar, zwei Willinger Ortsteilen, sowie 4,1 km (jeweils Luftlinie) südwestlich von Bontkirchen, einem Ortsteil des nordrhein-westfälischen Brilon. Nach Osten fällt die Landschaft in das Tal des Aarbachs ab, der in die westlich und nördlich des Berges fließende Itter mündet; entlang der Itter verläuft zwischen Schwalefeld im Südwesten und Bontkirchen im Nordosten die hessische Landesstraße 3393, die in Westfalen in die L 800 übergeht.
Zu den Nachbarbergen des Hegebergs gehören der Schetenkopf (ca. 650 m) im Ostnordosten, der Höhekopf (621,7 m) im Südosten, der Lüerberg (713 m) im Südsüdosten, der Hohe Eimberg (806,1 m) im Südwesten, der Dreiskopf (781 m) im Westen und der Rothekopf (682,1 m) im Nordnordwesten.

### Naturräumliche Zuordnung
Der Hegeberg gehört in der naturräumlichen Haupteinheitengruppe Süderbergland (Nr. 33), in der Haupteinheit Rothaargebirge (mit Hochsauerland) (333) und in der Untereinheit Hochsauerländer Schluchtgebirge (333.8) zum Naturraum Schellhorn- und Treiswald (333.82). Nach Süden und Südosten fällt die Landschaft in der Untereinheit Upland (333.9) in den Naturraum Inneres Upland (333.90) ab.

## Schwalenburg
Auf dem Südhang des Hegebergs liegt auf 602 m Höhe die Ruine Schwalenburg. Die einstige Burg stammt aus dem Zeitraum spätes 8. bis 10. Jahrhundert. Die Anlage hat einen Durchmesser von 300 m und etwa 1700 m lange Ringwälle. Erhalten sind Mauerreste sowie Tore des inneren und mittleren Ringwalls.